# Manfred Schnelldorfer
Manfred Schnelldorfer (ur. 2 maja 1943 w Monachium) – niemiecki łyżwiarz figurowy, startujący w konkurencji solistów. Mistrz olimpijski z Innsbrucka (1964) i uczestnik igrzysk olimpijskich (1960), mistrz świata (1964), medalista mistrzostw Europy oraz 8-krotny mistrz Niemiec (1956–1961, 1963, 1964). Po zakończeniu kariery amatorskiej w 1964 roku był aktorem i piosenkarzem, a następnie trenerem łyżwiarstwa i przedsiębiorcą w branży odzieży sportowej.

## Kariera

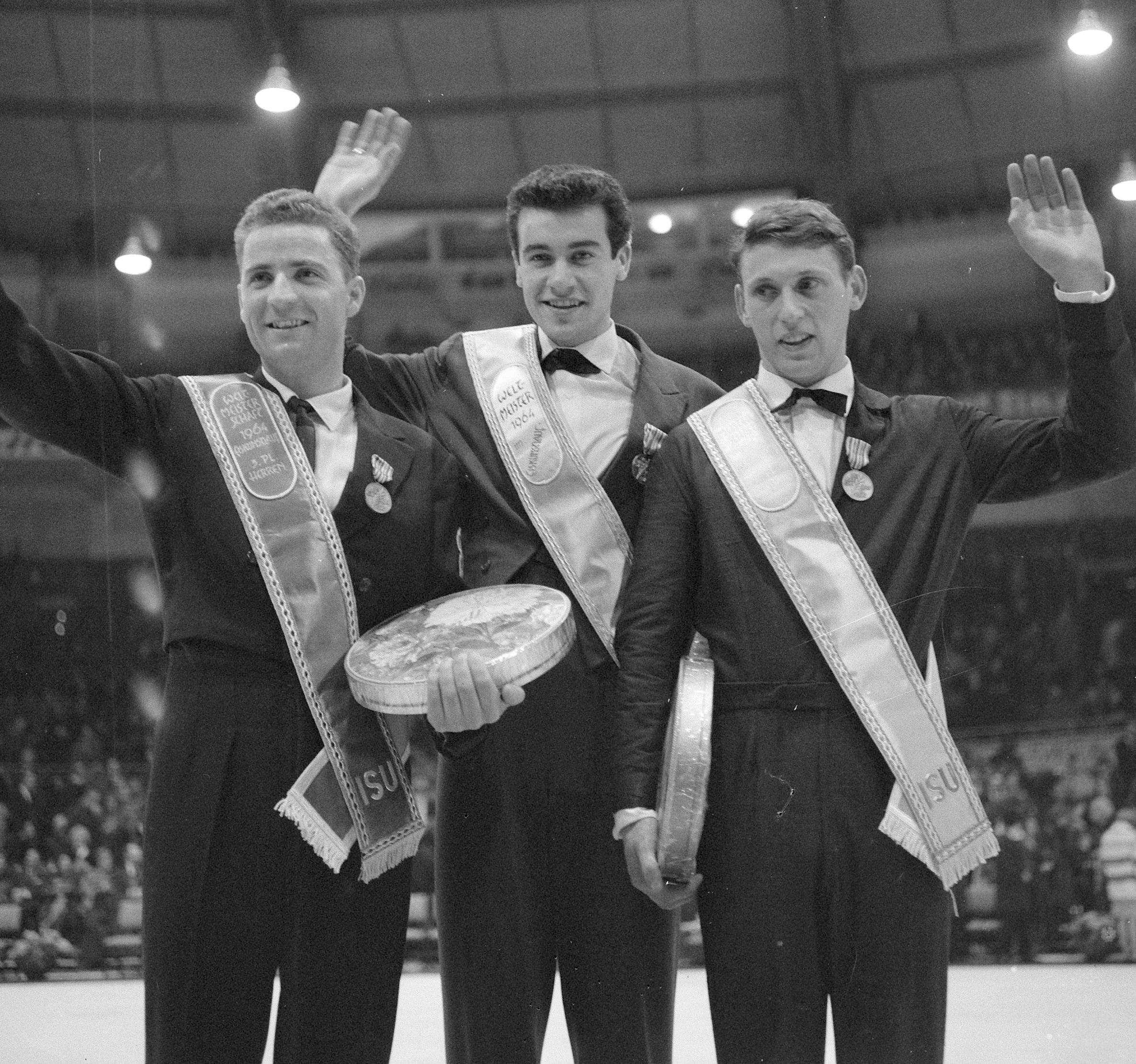
Podium mistrzostw świata 1964, od lewej srebro – Karol Divin (Czechosłowacja), złoto – Manfred Schnelldorfer (RFN) i brąz – Alain Calmat (Francja)

Manfred Schnelldorfer swoje pierwsze zawody w karierze wygrał w 1951 roku, mając 8 lat. Rodzice Manfreda, znani w Niemczech trenerzy łyżwiarstwa figurowi, byli również jego trenerami. Przez całą karierę reprezentował barwy ERC Monachium i RFN.
Największym sukcesem w karierze sportowej Schnelldorfera było niespodziewanie zdobycie złotego medalu podczas igrzysk olimpijskich w 1964 roku w Innsbrucku. W tym samym roku w Dortmundzie zdobył tytuł mistrza świata, którym zakończył swoją sportową karierę.
Oprócz złotych medali igrzysk olimpijskich i mistrzostw świata, ma również w swoim dorobku brązowy medal mistrzostw świata i trzy brązowe i dwa srebrne medale mistrzostw Europy oraz 8 tytułów mistrza Niemiec.
Po zakończeniu kariery próbował swoich sił jako piosenkarz (niem: Schlagersänger) i aktor. W latach 1974–1981 roku był trenerem reprezentacji RFN łyżwiarzy figurowych. Kiedy w 1979 roku słynny niemiecki napastnik Bayernu Monachium, Gerd Müller wyjechał do Stanów Zjednoczonych kontynuować karierę piłkarską, Schnelldorfer przejął po nim sklep sportowy i wkrótce otworzył kolejne sportowe sklepy.

## Życie prywatne
Manfred Schnelldorfer obecnie mieszka w Monachium i właścicielem sklepów sportowych. Żonaty, dwoje dzieci. Studiował przez cztery lata architekturę, ale nie potrafił pogodzić studiów z karierą sportową i nie ukończył ich.

## Osiągnięcia
| Zawody               | 1954           | 1955           | 1956           | 1957           | 1958           | 1959           | 1960           | 1961           | 1962           | 1963           | 1964           |                |                |                |                |                |                |
| Międzynarodowe       | Międzynarodowe | Międzynarodowe | Międzynarodowe | Międzynarodowe | Międzynarodowe | Międzynarodowe | Międzynarodowe | Międzynarodowe | Międzynarodowe | Międzynarodowe | Międzynarodowe | Międzynarodowe | Międzynarodowe | Międzynarodowe | Międzynarodowe | Międzynarodowe | Międzynarodowe |
| -------------------- | -------------- | -------------- | -------------- | -------------- | -------------- | -------------- | -------------- | -------------- | -------------- | -------------- | -------------- | -------------- | -------------- | -------------- | -------------- | -------------- | -------------- |
| Igrzyska olimpijskie |                |                |                |                |                |                | 8              |                |                |                | 1              |                |                |                |                |                |                |
| Mistrzostwa świata   |                |                | WD             | 11             | 15             |                | 7              |                | 5              | 3              | 1              |                |                |                |                |                |                |
| Mistrzostwa Europy   |                | 10             | 10             | 7              | 7              | 5              | 3              | 3              | 3              | 2              | 2              |                |                |                |                |                |                |
| Krajowe              |                |                |                |                |                |                |                |                |                |                |                |                |                |                |                |                |                |
| Mistrzostwa Niemiec  | 1 J            | 2              | 1              | 1              | 1              | 1              | 1              | 1              |                | 1              | 1              |                |                |                |                |                |                |

## Filmografia
- 2010: Das R-Team – Die rüstige Rentner-Comedy
- 1966: Komm mit zur blauen Adria
- 1966: Spukschloß im Salzkammergut
- 1965: Tausend Takte Übermut
- 1965: Ich kauf mir lieber einen Tirolerhut
- 1964: Holiday in St. Tropez